# المجموعة الفردانية K2b
المجموعة الفردانية K2b أو K2b-P331 أو السُّلالة K2b والمعروفة أيضًا باسم MPS، هي مجموعة فردانيَّة بشريَّة ذكوريَّة ويُعتقد أنها أصغر من السُّلالة K بأقل من 3 آلاف سنة، وأصغر بـ 10 آلاف سنة من السُّلالة F، مما يعني أن عمرها على الأرجح حوالي 50 ألف سنة. وفقًا لتقديرات عمر الباحثة تاتيانا كارافيت وآخرون في عام 2014.
تشير عالمة الوراثة السكانية [[{{{1}}}|{{{1}}}]] [[:en:{{{1}}}|[الإنجليزية]]] وباحثون آخرون (2014) إلى أن السُّلالة K2b1 وفئاتها الفرعية وP* تقتصر جغرافيًا على جنوب شرق آسيا وأوقيانوسيا. في حين أنه، في تناقض صارخ، تُشكل حفيدتها الفرعيَّة المُتمثلة بالسُّلالة P1 وفئاتها الفرعية الأساسية Q وR الآن "المجموعة الفردانية الأكثر شيوعًا في أوروبا والأمريكتين وآسيا الوسطى وجنوب آسيا".
بينما وفقًا لعالم الوراثة سبنسر ويلز، نشأت المجموعة الفردانية K في الشرق الأوسط أو آسيا الوسطى، في منطقة إيران أو باكستان.

## التوزيع
يبدو أن المجموعات السكانية الحديثة التي تحتوي على أعضاء حية من K2b1 وجميع الفئات الفرعية المُنبقة منها تقتصر على أوقيانوسيا وجنوب شرق آسيا وسيبيريا.
تم العثور على السُّلالة K2b1 المُتفرعة منها في 83% من الذكور في بابوا غينيا الجديدة، وما يصل إلى 60% في شعب إيتا في الفلبين. كما يوجد أيضًا بين السكان الميلانيزيين الآخرين، وكذلك السكان الأصليين الأستراليين، وعلى مستويات أقل بين البولينيزيين. كما أنها وجدت في السكان الميلانيزيين في إندونيسيا.